# American Hockey League 1969-1970
La stagione 1969-1970 è stata la 34ª edizione della American Hockey League, la più importante lega minore nordamericana di hockey su ghiaccio. Le semifinali dei playoff furono un particolare girone a tre squadre, venne eliminata la prima squadra con tre sconfitte. La stagione vide al via nove formazioni e al termine dei playoff i Buffalo Bisons conquistarono la loro quinta Calder Cup sconfiggendo gli Springfield Kings 4-0.

## Modifiche
- Nella East Division vennero creati i Montréal Voyageurs, seconda franchigia canadese della AHL.
- I Quebec Aces passarono dalla West alla East Division.
- I Baltimore Clippers e gli Hershey Bears passarono invece dalla East alla West Division.

## Stagione regolare

### Classifiche
East Division
|  | Pos. | Squadra            | Pt  | G  | V  | S  | N  | GF  | GS  | DR   |
|  | ---- | ------------------ | --- | -- | -- | -- | -- | --- | --- | ---- |
|  | 1.   | Montreal Voyageurs | 100 | 72 | 43 | 15 | 14 | 327 | 195 | +132 |
|  | 2.   | Springfield Kings  | 81  | 72 | 38 | 29 | 5  | 287 | 287 | 0    |
|  | 3.   | Quebec Aces        | 60  | 72 | 27 | 39 | 6  | 221 | 272 | -51  |
|  | 4.   | Providence Reds    | 59  | 72 | 23 | 36 | 13 | 218 | 267 | -49  |

West Division
|  | Pos. | Squadra             | Pt | G  | V  | S  | N  | GF  | GS  | DR  |
|  | ---- | ------------------- | -- | -- | -- | -- | -- | --- | --- | --- |
|  | 1.   | Buffalo Bisons      | 95 | 72 | 40 | 17 | 15 | 280 | 193 | +87 |
|  | 2.   | Hershey Bears       | 72 | 72 | 28 | 28 | 16 | 247 | 249 | -2  |
|  | 3.   | Baltimore Clippers  | 67 | 72 | 25 | 30 | 17 | 230 | 252 | -22 |
|  | 4.   | Cleveland Barons    | 62 | 72 | 23 | 33 | 16 | 222 | 255 | -33 |
|  | 5.   | Rochester Americans | 52 | 72 | 18 | 38 | 16 | 253 | 315 | -62 |

Legenda:

      Ammesse ai Playoff
Note:

Due punti a vittoria, un punto a pareggio, zero a sconfitta.

### Statistiche
Classifica marcatori
| Giocatore       | Squadra             | PG | Gol | Assist | Punti |
| --------------- | ------------------- | -- | --- | ------ | ----- |
| Jude Drouin     | Montreal Voyageurs  | 65 | 37  | 69     | 106   |
| Gord Labossiere | Springfield Kings   | 60 | 30  | 59     | 89    |
| Guy Trottier    | Buffalo Bisons      | 71 | 55  | 33     | 88    |
| Doug Robinson   | Springfield Kings   | 70 | 45  | 41     | 86    |
| Marc Dufour     | Springfield Kings   | 71 | 32  | 53     | 85    |
| Guy Charron     | Montreal Voyageurs  | 65 | 37  | 45     | 82    |
| Norm Beaudin    | Cleveland Barons    | 70 | 37  | 44     | 81    |
| René Drolet     | Quebec Aces         | 71 | 32  | 48     | 80    |
| Bill Inglis     | Springfield Kings   | 72 | 31  | 44     | 75    |
| Red Armstrong   | Rochester Americans | 70 | 30  | 45     | 75    |
|                 |                     |    |     |        |       |

Classifica portieri
| Giocatore        | Squadra            | PG | MGS  |  |
| ---------------- | ------------------ | -- | ---- |  |
| Gilles Villemure | Buffalo Bisons     | 65 | 2.52 |  |
| Jack Norris      | Montreal Voyageurs | 55 | 2.74 |  |
| Gary Kurt        | Cleveland Barons   | 40 | 3.13 |  |
| André Gill       | Hershey Bears      | 52 | 3.17 |  |
| Joe Daley        | Baltimore Clippers | 34 | 3.44 |  |
| Dunc Wilson      | Quebec Aces        | 57 | 3.49 |  |
| Marcel Paille    | Providence Reds    | 62 | 3.55 |  |
| Andy Brown       | Baltimore Clippers | 40 | 3.60 |  |
| Bruce Landon     | Springfield Kings  | 45 | 3.74 |  |
| Gerry Gray       | Cleveland Barons   | 35 | 3.94 |  |
|                  |                    |    |      |  |

## Playoff

### Primo turno
| Squadra 1          | Risultato | Squadra 2          |
| ------------------ | --------- | ------------------ |
| Montreal Voyageurs | 4 - 1     | Baltimore Clippers |
| Buffalo Bisons     | 4 - 2     | Quebec Aces        |
| Springfield Kings  | 4 - 3     | Hershey Bears      |

### Semifinali
| Pos. | Squadra            | G | V | S | N |
| ---- | ------------------ | - | - | - | - |
| 1.   | Buffalo Bisons     | 4 | 3 | 1 | 0 |
| 2.   | Springfield Kings  | 3 | 2 | 1 | 0 |
| 3.   | Montreal Voyageurs | 3 | 0 | 3 | 0 |

### Finale
| Squadra 1      | Risultato | Squadra 2         |
| -------------- | --------- | ----------------- |
| Buffalo Bisons | 4 - 0     | Springfield Kings |

## Premi AHL
- Calder Cup: Buffalo Bisons
- F. G. "Teddy" Oke Trophy: Montréal Voyageurs
- John D. Chick Trophy: Buffalo Bisons
- Dudley "Red" Garrett Memorial Award: Jude Drouin (Montréal Voyageurs)
- Eddie Shore Award: Noel Price (Springfield Kings)
- Harry "Hap" Holmes Memorial Award: Gilles Villemure (Buffalo Bisons)
- John B. Sollenberger Trophy: Jude Drouin (Montréal Voyageurs)
- Les Cunningham Award: Gilles Villemure (Buffalo Bisons)
- Louis A. R. Pieri Memorial Award: Fred Shero (Buffalo Bisons)

### Vincitori
| Buffalo Bisons | Portiere: Gilles Villemure Difensori: Bob Ash, John Barber, Roger Côté, Larry Hornung, Randy Legge, Larry McIntyre, Dick Paradise, Mike Robitaille Attaccanti: Doug Acomb, Syl Apps Jr., Ron Attwell, Don Blackburn, Doug Brindley, Ron Buchanan, Don Giesebrecht, Bob Jones, Dennis Kassian, Forbes Kennedy, Bill Knibbs, Jim Krulicki, Wayne Maki, Gerry Ouellette, Wayne Rivers, Guy Trottier, Gary Veneruzzo, Bert Wilson Allenatore: Fred Shero |

### AHL All-Star Team
First All-Star Team
- Attaccanti: Doug Robinson • Jude Drouin • Guy Trottier
- Difensori: Noel Price • Guy Lapointe
- Portiere: Gilles Villemure

Second All-Star Team
- Attaccanti: Don Blackburn • Gord Labossiere • Norm Beaudin
- Difensori: Mike McMahon • Paul Curtis
- Portiere: Jack Norris